# 3e congrès national du Parti communiste chinois
 (avril 2018).
Si vous disposez d'ouvrages ou d'articles de référence ou si vous connaissez des sites web de qualité traitant du thème abordé ici, merci de compléter l'article en donnant les références utiles à sa vérifiabilité et en les liant à la section « Notes et références ».

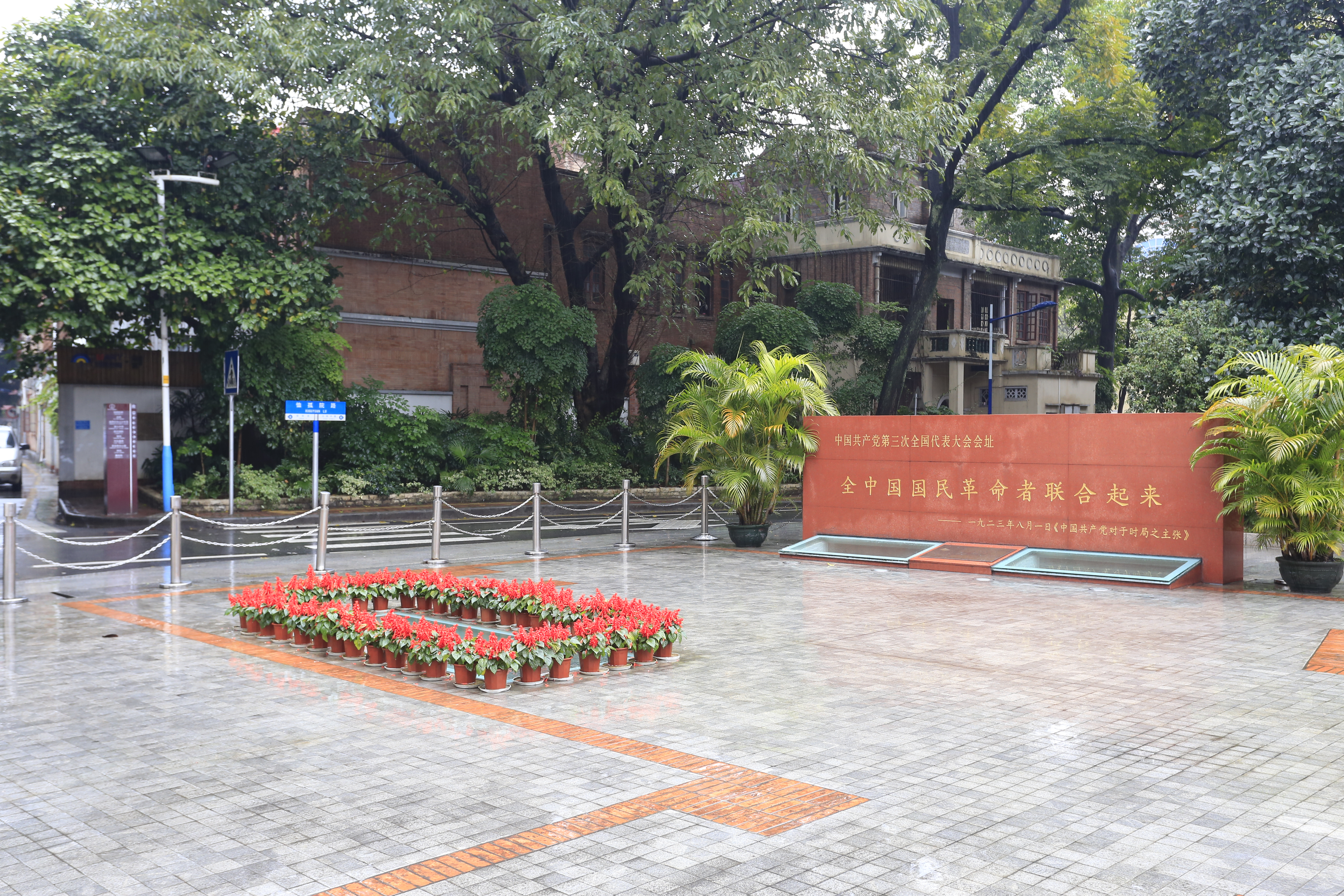
Lieu de réunion du troisième congrès

Le 3e Congrès national du Parti communiste chinois (en chinois 中国共产党第三次全国代表大会) s'est tenu du 12 au 20 juin 1923 à Guangzhou. Le congrès a rassemblé une quarantaine de personnes représentant les 420 membres du parti. 
Chen Duxiu a présidé le congrès et a été reconduit à ses fonctions de Président du Comité exécutif central. C'est également durant ce congrès que L'Internationale est devenu l'hymne du parti.
Le sujet principal qui fut abordé lors de ce congrès est la discussion des liens avec le Kominterm et la mise en place d'un Front révolutionnaire uni avec ce dernier.
Lors de ce congrès aucun débat n'a eu lieu au sujet des ouvriers, de la question paysanne et des forces armées. C'est Chen Duxiu qui présenta le rapport politique. 
À l'issue du congrès, Mao Zedong fut élu au bureau central du Comité exécutif central (ancêtre du Comité permanent du bureau politique), dont il restera membre jusqu'à sa mort en 1976.